# Лунка (Бейца, Хунедоара)
Лунка (рум. Lunca) — село у повіті Хунедоара в Румунії. Входить до складу комуни Бейца.
Село розташоване на відстані 305 км на північний захід від Бухареста, 11 км на північ від Деви, 105 км на південний захід від Клуж-Напоки, 129 км на схід від Тімішоари.

## Населення
За даними перепису населення 2002 року у селі проживали 310 осіб, з них 305 осіб (98,4%) румунів. Рідною мовою 305 осіб (98,4%) назвали румунську.